# Thomas Jollivet
Pour les articles homonymes, voir Jollivet et Jolivet.

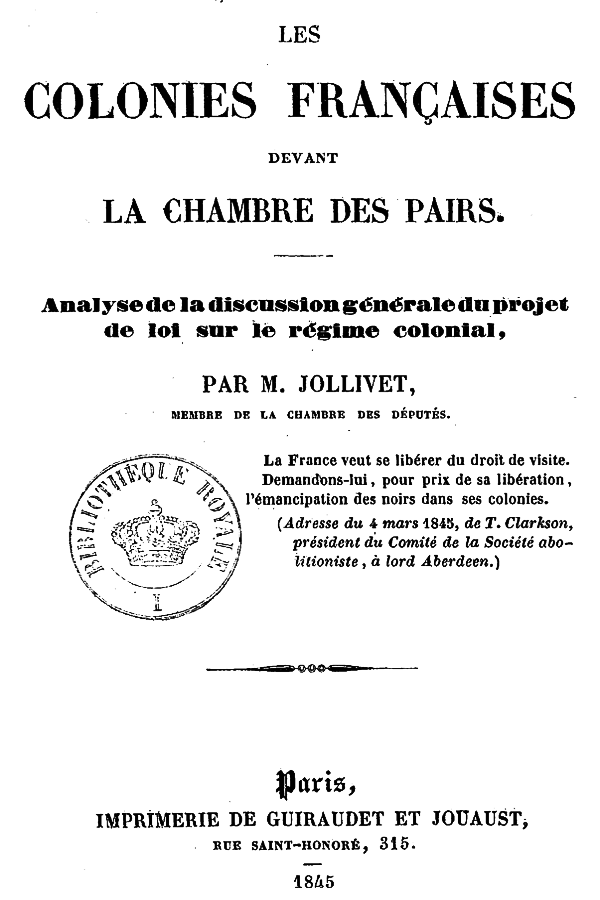
Couverture d'un rapport parlementaire de Thomas Jollivet en 1845.

Thomas Marie Adolphe Jollivet est un homme politique français, né le 18 avril 1799 à Rennes (Ille-et-Vilaine) et mort le 24 février 1848 à Paris.

## Biographie
Avocat à Rennes, Adolphe Jollivet est un militant libéral sous la Restauration. Il est député d'Ille-et-Vilaine de 1830 à 1839 et de 1840 à 1848, siégeant dans la majorité soutenant la monarchie de Juillet jusqu'en 1839. Il est en parallèle l'avocat de plusieurs ministères. 
Après 1840, il se rapproche du centre gauche, combattant le gouvernement Guizot. 
Pendant la révolution française de 1848, il est tué dans le jardin des Tuileries à Paris,  où on retrouve son cadavre enterré sous un tas de sable,.

## Sources
- « Thomas Jollivet », dans Adolphe Robert et Gaston Cougny, Dictionnaire des parlementaires français, Edgar Bourloton, 1889-1891 [détail de l’édition]